# Hainton
Hainton är en ort och civil parish i Storbritannien.   Den ligger i grevskapet Lincolnshire och riksdelen England, i den sydöstra delen av landet, 200 km norr om huvudstaden London. Hainton ligger 103 meter över havet och antalet invånare är 121.
Terrängen runt Hainton är platt. Runt Hainton är det ganska tätbefolkat, med 75 invånare per kvadratkilometer. Närmaste större samhälle är Louth, 14,7 km öster om Hainton. Trakten runt Hainton består till största delen av jordbruksmark.